# Keferngrün
Keferngrün ist eine Wüstung an der Stelle der Geigersmühle bei Ottengrün, Gemeindeteil der Stadt Helmbrechts im oberfränkischen Landkreis Hof.
Der Name des Ortes variiert zwischen „Käfergrün, Kefergrün“ und „Keferngrun an der Selwiz“. Namensdeutungen verstehen die Endung -grün im Sinne von urbar gemachtem Grünland und gehen bei Kefern- von einem Personennamen aus oder stellen einen Bezug zu Käfern bzw. Heuschrecken her. Keferngrün wurde 1373 erstmals urkundlich erwähnt beim Verkauf der Stadt Münchberg von den Sparneckern an die Burggrafen von Nürnberg. Eine Auflistung des Kastenamtes Münchberg von 1775 nennt Keferngrün bzw. („vulgo“) die Geigersmühle zugehörig zu Meierhof, dies würde eine Herleitung von Keferngrün als Streusiedlung der Walpoten und Teil der Sieben freie Dörfer erlauben. Der Ort muss zwischen 1408 und 1497 aufgegeben worden sein. Der Name wurde bis 1692 verwendet, als Flurname hat er bis heute überdauert. Die Geigersmühle an der Selbitz wurde auf einem Siedlungsrest errichtet. Fritz Geyger erwarb 1562 Wiesen zu Keferngrün und erbaute darauf die Mühle. Südwestlich der Geigersmühle, bereits auf dem Gebiet von Münchberg, befindet sich ein Geotop mit Waschhügeln eines ehemaligen Goldwaschplatzes. Flurnamen südöstlich von Ottengrün legen eine Ausbreitung der Siedlung westlich vom heutigen Gemeindeteil Geigersmühle nahe. Auch der Mühlgraben für das einst oberschlägige Wasserrad beginnt hier und legt eine größere Strecke zurück.  